# Рейвън Райли
Рейвън Райли (на английски: Raven Riley) е американска порнографска актриса и еротичен модел.
Тя е родена на 6 септември 1986 г. в Хейвън, Аризона, САЩ и е от италиански и индиански (чероки) произход. Истинското ѝ име е Сара Франсис Пейт.
Райли се снима най-вече в онлайн интернет порнографски сцени, като започва да прави това, когато е на 18 години — през 2004 г.  В интервю за интернет сайта allpornmodels.com тя твърди, че първоначално била поканена от неин приятел фотограф, работещ в порноиндустрията, да направи фотосесия „по бикини“, за която взела добри пари и решила да продължи да се снима. Така се стига и до създаването на сайта RavenRiley.com, в който се публикуват всичките ѝ фотосесии, както и онлайн видео с нея. 
През 2006 г. става победителка в класацията Miss Nude Internet в конкуренцията на Тери Съмърс, Кинзи Кенър, Санди Уестгейт и др. 
През 2007 г. Райли участва в първия си порнографски филм - Succubus.  През същата година тя печели първо място в класацията на списание „Front“ – Top 20 Girls of the Web, заради което попада и на корицата на това списание. 

## Награди
- Miss Nude Internet 2006.
- Първо място в класацията на Top 20 Girls of the Web за 2007 г. на списание „Front“.